# گرهارد لنسکی
گرهارد لنسکی (انگلیسی: Gerhard Lenski; ۱۳ اوت ۱۹۲۴ – ۷ دسامبر ۲۰۱۵) جامعه‌شناس، و استاد دانشگاه اهل ایالات متحده آمریکا بود.
وی همچنین برندهٔ جوایزی همچون کمک‌هزینه گوگنهایم شده‌است.